# Diofebo Farnese
Diofebo Farnese (Latera, 1588/1589 – Roma, 1622) è stato un patriarca cattolico italiano.

## Biografia
Nacque a Latera tra il 1588 e il 1589 da Mario Farnese, VII duca di Latera, e da sua moglie Camilla Meli Lupi, dei marchesi di Soragna. Lo zio paterno, Ferrante, fu vescovo di Parma; suo fratello minore, Girolamo, fu cardinale.
Abbracciò lo stato ecclesiastico ed ebbe in commenda l'abbazia vallombrosana di San Basilide a Cavana. Nel 1604 ottenne a Parma il dottorato in utroque iure: in tale occasione gli fu dedicata una raccolta di componimenti poetici (Componimenti di Diversi, a cura di Francesco Ugeri).
Fu referendario delle due Segnature e, nel 1609, fu vicelegato di Viterbo durante la legazione di Odoardo Farnese.
Gli fu dedicata l'opera Duello d'amore  et di fortuna, Comedia nuova degli Accademici Desiderosi di Ronciglione, pubblicata nel 1609.
Il 17 marzo 1621 fu eletto patriarca titolare di Gerusalemme e gli fu imposto il pallio dei metropoliti; ricevette la consacrazione episcopale il 18 aprile successivo dal cardinale Luigi Capponi.
Morì a Roma dopo un anno di episcopato.

## Genealogia episcopale
La genealogia episcopale è:
- Cardinale François de Joyeuse
- Cardinale Jacques du Perron
- Cardinale Roberto Ubaldini
- Cardinale Luigi Capponi
- Patriarca Diofebo Farnese

## Ascendenza
|                                                |                                               |                                                         | Genitori                                               |  |  | Nonni |  |  | Bisnonni                             |  |  | Trisnonni                                     |  |
|                                                |                                               |                                                         |                                                        |  |  |       |  |  | Galeazzo I Farnese, I duca di Latera |  |  | Pier Bertoldo I Farnese, II signore di Latera |  |
|                                                |                                               |                                                         |                                                        |  |  |       |  |  | Galeazzo I Farnese, I duca di Latera |  |  | Pier Bertoldo I Farnese, II signore di Latera |  |
|                                                |                                               | Battistina dell'Anguillara                              |                                                        |  |  |       |  |  | Galeazzo I Farnese, I duca di Latera |  |  |                                               |  |
| Pier Bertoldo II Farnese, II duca di Latera    |                                               |                                                         |                                                        |  |  |       |  |  | Galeazzo I Farnese, I duca di Latera |  |  |                                               |  |
|                                                |                                               | Isabella dell'Anguillara                                | Giuliano dell'Anguillara, signore di Stabbia e Calcata |  |  |       |  |  |                                      |  |  |                                               |  |
|                                                |                                               | Isabella dell'Anguillara                                | Giuliano dell'Anguillara, signore di Stabbia e Calcata |  |  |       |  |  |                                      |  |  |                                               |  |
|                                                |                                               | Isabella dell'Anguillara                                | Gerolama Farnese                                       |  |  |       |  |  |                                      |  |  |                                               |  |
| Mario I Farnese, V duca di Latera              |                                               | Isabella dell'Anguillara                                |                                                        |  |  |       |  |  |                                      |  |  |                                               |  |
|                                                |                                               | Giannantonio Donato Acquaviva d'Aragona, IX duca d'Atri | Andrea Matteo III Acquaviva, VIII duca d'Atri          |  |  |       |  |  |                                      |  |  |                                               |  |
|                                                |                                               | Giannantonio Donato Acquaviva d'Aragona, IX duca d'Atri | Andrea Matteo III Acquaviva, VIII duca d'Atri          |  |  |       |  |  |                                      |  |  |                                               |  |
|                                                |                                               | Giannantonio Donato Acquaviva d'Aragona, IX duca d'Atri | Isabella Todeschini Piccolomini d'Aragona              |  |  |       |  |  |                                      |  |  |                                               |  |
| Giulia Acquaviva d'Aragona                     |                                               | Giannantonio Donato Acquaviva d'Aragona, IX duca d'Atri |                                                        |  |  |       |  |  |                                      |  |  |                                               |  |
|                                                |                                               | Isabella Spinelli                                       | Giovanni Battista Spinelli, I duca di Castrovillari    |  |  |       |  |  |                                      |  |  |                                               |  |
|                                                |                                               | Isabella Spinelli                                       | Giovanni Battista Spinelli, I duca di Castrovillari    |  |  |       |  |  |                                      |  |  |                                               |  |
|                                                |                                               | Isabella Spinelli                                       | Livia Caracciolo                                       |  |  |       |  |  |                                      |  |  |                                               |  |
| Diofebo Farnese                                |                                               | Isabella Spinelli                                       |                                                        |  |  |       |  |  |                                      |  |  |                                               |  |
|                                                | Diofebo II Meli Lupi, III marchese di Soragna | Giampaolo I Meli Lupi, II marchese di Soragna           |                                                        |  |  |       |  |  |                                      |  |  |                                               |  |
|                                                | Diofebo II Meli Lupi, III marchese di Soragna | Giampaolo I Meli Lupi, II marchese di Soragna           |                                                        |  |  |       |  |  |                                      |  |  |                                               |  |
|                                                | Diofebo II Meli Lupi, III marchese di Soragna | Isabella Trivulzio                                      |                                                        |  |  |       |  |  |                                      |  |  |                                               |  |
| Giampaolo II Meli Lupi, IV marchese di Soragna | Diofebo II Meli Lupi, III marchese di Soragna |                                                         |                                                        |  |  |       |  |  |                                      |  |  |                                               |  |
|                                                |                                               | Cassandra Marinoni                                      | Gerolamo Marinoni                                      |  |  |       |  |  |                                      |  |  |                                               |  |
|                                                |                                               | Cassandra Marinoni                                      | Gerolamo Marinoni                                      |  |  |       |  |  |                                      |  |  |                                               |  |
|                                                |                                               | Cassandra Marinoni                                      | Ippolita Stampa                                        |  |  |       |  |  |                                      |  |  |                                               |  |
| Camilla Meli Lupi                              |                                               | Cassandra Marinoni                                      |                                                        |  |  |       |  |  |                                      |  |  |                                               |  |
|                                                |                                               | Girolamo Pallavicino, IV marchese di Cortemaggiore      | Gaspare Pallavicino, III marchese di Cortemaggiore     |  |  |       |  |  |                                      |  |  |                                               |  |
|                                                |                                               | Girolamo Pallavicino, IV marchese di Cortemaggiore      | Gaspare Pallavicino, III marchese di Cortemaggiore     |  |  |       |  |  |                                      |  |  |                                               |  |
|                                                |                                               | Girolamo Pallavicino, IV marchese di Cortemaggiore      | Lodovica Trivulzio                                     |  |  |       |  |  |                                      |  |  |                                               |  |
| Isabella Pallavicino                           |                                               | Girolamo Pallavicino, IV marchese di Cortemaggiore      |                                                        |  |  |       |  |  |                                      |  |  |                                               |  |
|                                                |                                               | Camilla Pallavicino                                     | Ottaviano Pallavicino, VI marchese di Busseto          |  |  |       |  |  |                                      |  |  |                                               |  |
|                                                |                                               | Camilla Pallavicino                                     | Ottaviano Pallavicino, VI marchese di Busseto          |  |  |       |  |  |                                      |  |  |                                               |  |
|                                                |                                               | Camilla Pallavicino                                     | Battistina Appiani                                     |  |  |       |  |  |                                      |  |  |                                               |  |
|                                                |                                               | Camilla Pallavicino                                     |                                                        |  |  |       |  |  |                                      |  |  |                                               |  |